# La ballata del bergamotto e tante altre...
La ballata del bergamotto e tante altre... è un album di Otello Profazio del 2016.

## Tracce
1. La ballata del bergamotto
2. Pasta e ceci
3. Pudore maschile
4. Amuri amuri (dal film L'amante di Gramigna)
5. Cori di canna
6. La crapiola
7. La vecchia
8. La nonna
9. Canzone bugiarda
10. Lu manimuzzi
11. Lu merru
12. Belli missili
13. Baroni e uomini
14. Preghiera
15. Calabria pianto antico
16. Inno degli statali
17. Mulinarella
18. Chiacchiere di cantastorie
19. L'aceddhuzzu d'a cummari
20. Pilu pilu
21. Lu cunigliu
22. La bampa di lu focu
23. Li fimmini